# Oliver Niklasch
Jens-Oliver Niklasch (* 25. September 1968) ist ein deutscher Schachspieler.

## Leben
Niklasch promovierte 2001 an der Universität Trier in Volkswirtschaft bei Wolfgang Filc und Hellmuth Milde zum Thema Kriterien zur Zinsbeurteilung. Er arbeitet in der Research-Abteilung der Landesbank Baden-Württemberg.

## Erfolge
Er wurde im August 2005 zum Internationalen Meister ernannt. Die dafür erforderlichen Normen erzielte er im Juli 1998 beim internationalen Schachfestival in Biel, bei dem er unter anderem die Großmeister Gerardo Barbero und Lajos Portisch besiegen konnte, mit Übererfüllung, im April 2003 beim Neckar-Open in Deizisau sowie im Oktober 2004 beim European Club Cup in Çeşme, ebenfalls mit Übererfüllung. Vor der Titelverleihung gelang ihm im November 2004 beim 5. Internationalen Rhön-Schachfestival in Bad Bocklet eine weitere Norm.
In den deutschen Schachligen spielte Niklasch für den SK Bremen-Nord, für den SV Andernach, für die Stuttgarter Schachfreunde (in der Saison 2001/02 in der 1. Bundesliga), die SG Turm Trier und seit der Saison 2006/07 für den SK Schmiden/Cannstatt, mit dem er in der Oberliga Württemberg und in der 2. Bundesliga spielte. Zwischen 1997 und 2007 war er auch unregelmäßig in der luxemburgischen 1. Liga bei CE Dudelange aktiv und gewann diese 2004 und 2007.
In den Jahren 2004 (in Çeşme, Türkei) und 2006 (in Fügen, Österreich) nahm er für das luxemburgische Team CE Dudelange am European Club Cup teil.
Seine Elo-Zahl beträgt 2291 (Stand: November 2023), seine bisher höchste lag bei 2419 von April bis Dezember 2006.